# Formidable (Album)
Formidable ist ein Jazzalbum von Pat Martino. Die vom 17. bis 19. April 2017 im Jankland Recording Studio, Wall Township, New Jersey, entstandenen Aufnahmen erschienen im November 2017 auf HighNote Records. Pat Martino erstes Studioalbum unter eigenem Namen nach elf Jahren war gleichzeitig das letzte Album, das der Gitarrist zu Lebzeiten veröffentlichen konnte; er starb am 1. November 2021 im Alter von 77 Jahren.

## Hintergrund
Martinos letztes Album enthält Stücke aus Martinos lang andauernder Karriere, die er auch in seiner Autobiografie Here and Now (Backbeat Books, 2011) beschrieben hatte, die er gemeinsam mit Bill Milkowski verfasst hatte. In den letzten Jahren hat er sein Orgeltrio mit Pat Bianchi an der Orgel und Carmen Intorre Jr. am Schlagzeug geführt, ausgedehnte Tourneen gemacht und bei der Aufnahmesession wurde die Gruppe bei sechs der neun Tracks zu einem Quintett erweitert, mit Alex Norris Jr. an der Trompete und Adam Niewood am Tenorsaxophon. Die Aufnahme ist von ihrem Repertoire her ein Rückblick und verwendet einige ikonische Martino-Kompositionen, notierte Victor L. Schermer, des Weiteren Stücke von Joey Calderazzi, Hank Mobley und Gerry Niewood sowie Jazzstandards von Charles Mingus, Dave Brubeck und Duke Ellington.
Das Album beginnt mit Calderazzis „El Nino“, bekannt aus dem Repertoire des Saxophonisten Michael Brecker, mit der Anmutung von Willis Jacksons Soul-Jazz-Quintett, in dem Martino und der Organist Carl Wilson in den 1960er-Jahren auftraten. An diese Gruppe, in der Martino seine Karriere begann, wird man sich in den meisten der folgenden Tracks erinnern, schrieb Victor Schermer. Hank Mobleys „Hipsippy Blues“ setzt die Hommage an Willis Jackson fort; Bianchis Orgelspiel erinnert an Carl Wilson auf der LP Willis Jackson with Pat Martino (Prestige, 1964). Nach „Homage“, geschrieben von Niewoods Musiker-Vater Gerry Niewood, folgt die Ballade „Duke Ellington’s Sound of Love“ von Charles Mingus. Martinos Klassiker „El Hombre“ stammt aus Martino Debütalbum als Bandleader, dem gleichnamigen Prestige-Album von 1967. Daran schließt sich Brubecks Standard „In Your Own Sweet Way“ an. Martinos Komposition „Nightwings“ aus dem gleichnamigen Muse-Album von 1996 steht hier für Martinos Rückkehr nach seiner Genesung vom Aneurysma. Das Album klingt mit Ellingtons „In a Sentimental Mood“ und Martinos „On the Stairs“ aus; letzteres erschien ursprünglich auf Martinos LP Consciousness von 1974.

## Titelliste
- Pat Martino: Formidable (HighNote Records, Inc. HCD 7307)[4]

1. El Nino (Joey Calderazzo) 7:07
2. Hipsippy Blues (Hank Mobley) 6:58
3. Homage (Gerry Niewood) 9:12
4. Duke Ellington’s Sound of Love (Charles Mingus) 7:54
5. El Hombre 7:02
6. In Your Own Sweet Way (Dave Brubeck) 8:16
7. Nightwings 8:31
8. In a Sentimental Mood (Duke Ellington) 9:34
9. On the Stairs 6:25

Wenn nicht anders vermerkt, stammen die Kompositionen von Pat Martino.

## Rezeption
Nach Ansicht von Victor L. Schermer, der das Album in All About Jazz rezensierte, sei die Bedeutung von formidable in diesem Zusammenhang auf die Zufriedenheit des Meisters gemünzt. Hier und jetzt, in seiner späten Karriere, sei Martino zufrieden und zeige seine Vormachtstellung im Gruppensetting. Er führt die Spieler in ein bewegliche Session, das seine Arbeit der Vergangenheit rekapituliere und gleichzeitig einen zeitgenössischen Touch hinzufüge. Martinos Spiel sei wie immer tadellos und manchmal umwerfend, aber hier stelle er sich direkt in den Kontext seines Quintetts. Das Ergebnis sei eine außergewöhnliche Arbeit des gesamten Ensembles, beflügelt durch die Elan des Gitarristen, schön strukturierte Arrangements und Intorres artikuliertes und anpassungsfähiges Schlagzeugspiel. Martinos Gitarrenlautstärke werde hier leicht abgeschwächt und gemildert, was Demut und Lyrik betone.

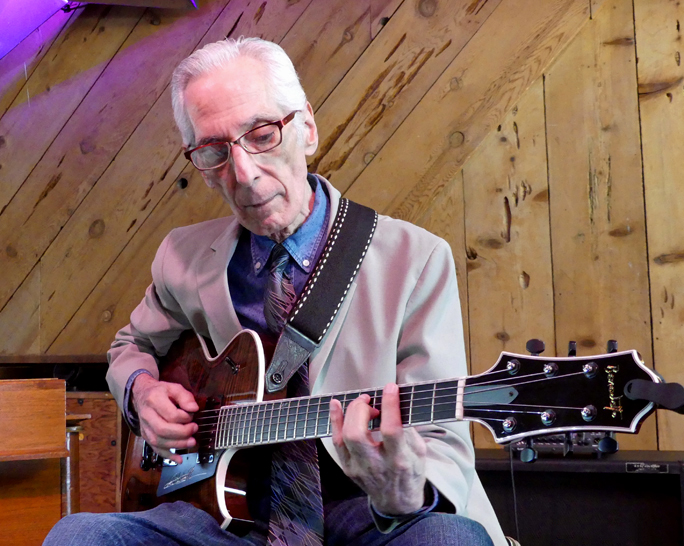
Pat Martino bei einem Auftritt in der Bach Dancing & Dynamite Society, Half Moon Bay, mit Pat Bianchi und Carmen Intorre (2018). Foto: Brian McMillen

Dan Bilawsky schrieb in JazzTimes, im Umgang mit Musik würde dem Gitarristen Pat Martino nichts in die Quere kommen – nicht das fast tödliche Hirnaneurysma, das ihn in den 1980er Jahren zwang, sein Instrument von Grund auf neu zu erlernen; nicht die vorübergehenden Modeerscheinungen in Klang, Stil und Syntax, die im Laufe seiner langen Karriere im Jazz gekommen und gegangen sind; und schon gar nicht das Gewicht seiner 73 Jahre. Martinos legendäre Technik und Geschmack bleibe intakt, und dies sei nur eine weitere Demonstration der Substanz eines Meistermusikers.
Zu den Aspekten, die dieses Album zu einem Muss machen, schrieb Bobby Reed im Down Beat, gehörten Martinos starkes Bekenntnis zum Swing und die Großzügigkeit eines Bandleaders, der seine begabten Begleiter sich mit Soli entfalten lasse. Einige Balladen – Ellingtons „In a Sentimental Mood“ und die Melodie „Duke Ellington’s Sound of Love“ von Charles Mingus – würden in einer Trio-Besetzung dargeboten, die Martinos Tempobeherrschung demonstrieren würden und veranschaulichen, dass „eine glimmende Flamme genauso heiß sein kann wie ein tobendes Inferno“. Tatsächlich beweise das Trio mit diesen beiden Nummern auf glorreiche Weise, dass weniger mehr sein kann. An anderer Stelle zeige sich Martinos exquisiter Geschmack, mit der Auswahl (für das Quintett) von Hank Mobleys „Hipsippy Blues“ (mit Norris am Flügelhorn) und Dave Brubecks „In Your Own Sweet Way“.
Ebenfalls im Down Beat schrieb Michael J. West, das Album beginne mit einem Knall; „El Nino“ biete eine bluesige, orgel-groovelastige Interpretation von Joey Calderazzos einprägsamer Melodie, doch leider sei das Album danach nie wieder so gut. Ungefähr die Hälfte des Rests sei dennoch recht angenehm zu hören. Dave Brubecks „In Your Own Sweet Way“ und Martinos eigenes Stück „El Hombre“ stünden hier ganz oben auf der Liste. „Duke Ellington’s Sound of Love“ komme meist wie eine langweilige Ballade daher; „On the Stairs“ und „Homage“ würden zwar swingen, doch kaum besondere Ideen erzeugt. Angesichts des Titels sei dies eher ein halbstarkes Album, das nicht gerade beeindruckende – aber man kann annehmen, es würde nicht helfen, es Semi-Formidable zu nennen.